# EOF
EOF (аббревиатура англ. end of file — конец файла) в компьютерной терминологии является индикатором операционной системы, означающим, что данные в источнике закончились. Источниками данных обычно являются файлы и потоки.
В стандартной библиотеке Си функции ввода-вывода, в частности доступа к файлам, могут возвращать значение, равное символьной константе (точнее макроопределению) EOF для индикации, что достигнут конец файла. Реальное значение EOF является отрицательным числом, зависящим от системы (в основном −1), что гарантирует несовпадение с кодом символа.
Макрос определён в stdio.h.
Для указания терминалу в UNIX и Linux «EOF» следует воспользоваться комбинацией клавиш Ctrl+D. В Windows — Ctrl+Z.